# Jutphaas
Jutphaas è un'ex-municipalità ed un ex-centro abitato dei Paesi Bassi situato nella provincia di Utrecht. Soppressa il 1º gennaio 1971, il suo territorio, assieme a quello della ex-municipalità di Vreeswijk, è andato a formare la nuova municipalità di Nieuwegein. Il centro abitato si è fuso con il centro abitato di Vreeswijk e costituisce la parte settentrionale della città di Nieuwegein.